# Mnais tenuis
Mnais tenuis là loài chuồn chuồn trong họ Calopterygidae. Loài này được Oguma mô tả khoa học đầu tiên năm 1913.